# バレーボールエジプト男子代表

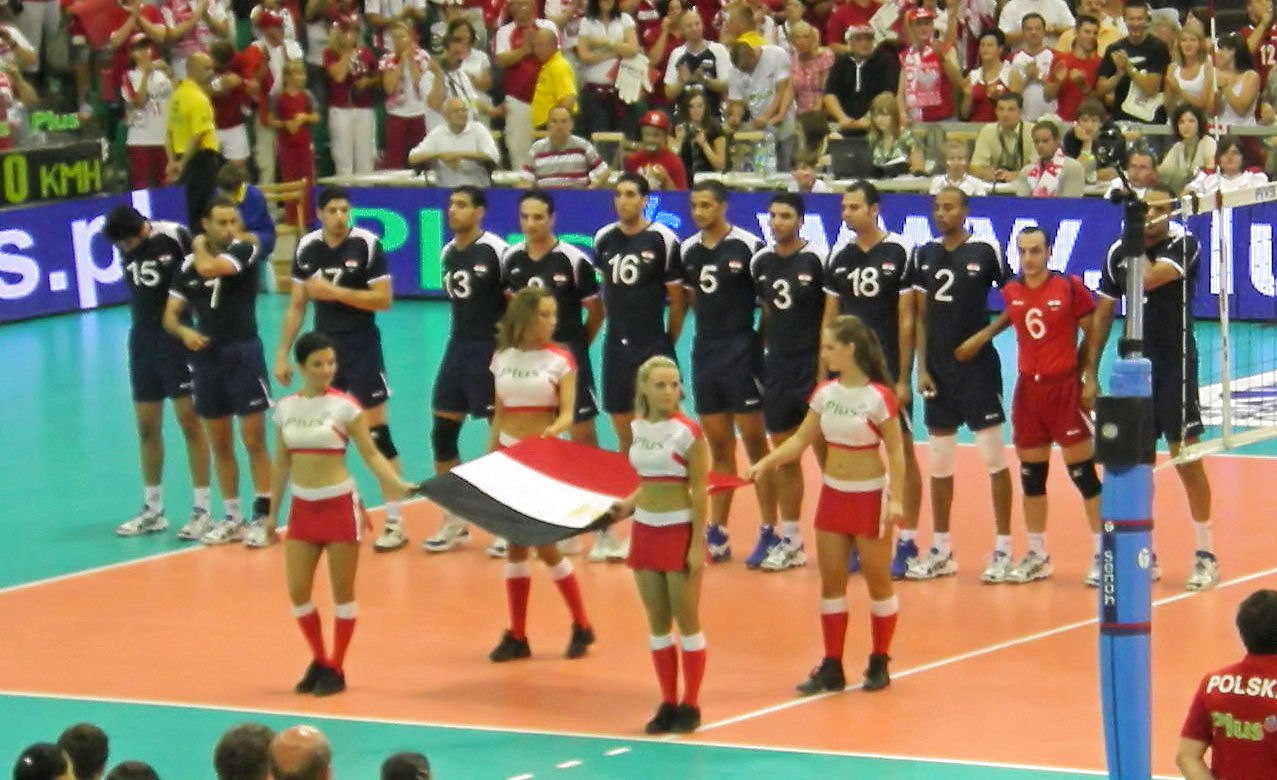
2008年ワールドリーグのエジプト男子代表

バレーボールエジプト男子代表（バレーボールエジプト だんしだいひょう）は、バレーボールの国際大会で編成されるエジプトの男子バレーボールナショナルチームである。

## 歴史
1947年に国際バレーボール連盟へ加盟。第2回大会の1971年アフリカ選手権に初出場し銀メダルを獲得。1976年モントリオールオリンピックを棄権したため、オリンピックの初出場は1984年ロサンゼルスオリンピックである。2004年1月に行われたアテネオリンピックアフリカ予選で敗退し出場権を逃したが、2008年北京オリンピックで3回目の出場を果たした。
世界選手権の初出場は1974年大会で、1998年大会から4大会連続出場が決定したほか、2000年以降はアフリカを代表する強豪チームとしてワールドカップ、ワールドグランドチャンピオンズカップにも出場。アフリカ選手権は2009年に大会3連覇を達成した。2009年に出場を逃したワールドリーグも2010年予選プレーオフで日本を破り、再び出場権を獲得した。

## 過去の成績

### オリンピックの成績
1964年から1972年まで出場なし
| - 1976年 - 棄権 - 1980年 - 不参加 - 1984年 - 10位 - 1988年 - 不出場 - 1992年 - 不出場 - 1996年 - 予選敗退 | - 2000年 - 11位 - 2004年 - 最終予選出場辞退 - 2008年 - 11位 - 2012年 - 最終予選敗退 - 2016年 - 9位 - 2020年 - アフリカ予選敗退 |  |

### 世界選手権の成績
1949年から1970年まで出場なし
| - 1974年 - 16位 - 1978年 - 23位 - 1982年 - 不出場 - 1986年 - 14位 - 1990年 - 不出場 - 1994年 - 不出場 | - 1998年 - 20位 - 2002年 - 19位 - 2006年 - 21位 - 2010年 - 13位 - 2014年 - 21位 - 2018年 - 20位 | - 2022年 - 19位 |

### ワールドカップの成績
| - 1977年 - 11位 - 1985年 - 8位 - 1995年 - 11位 | - 2003年 - 12位 - 2007年 - 10位 - 2011年 - 12位 | - 2015年 - 10位 - 2019年 - 10位 |

### アフリカ選手権の成績
| - 1971年 - 準優勝 - 1976年 - 優勝 - 1983年 - 優勝 - 1987年 - 4位 - 1989年 - 3位 - 1991年 - 準優勝 - 1993年 - 3位 | - 1995年 - 準優勝 - 1997年 - 5位 - 1999年 - 準優勝 - 2003年 - 準優勝 - 2005年 - 優勝 - 2007年 - 優勝 - 2009年 - 優勝 | - 2011年 - 優勝 - 2013年 - 優勝 - 2015年 - 優勝 - 2017年 - 準優勝 - 2019年 - 4位 - 2021年 - 3位 - 2023年 - 優勝 |

## 歴代代表選手
- ハムディ・アワド
- ワエル・アルアイディ
- サレハ・ユーセフ
- アブダラ・アハメド
- アハメド・アブデルナイーム